# Farah El Fassi
Farah El Fassi est une actrice marocaine, née en 1985 à Tétouan.

## Biographie
Farah Al-Fassi est née en 1985 dans la ville de Tétouan, au nord du Maroc. Elle y étudie à l'école primaire et secondaire. Durant son enfance, Farah Al-Fassi participe périodiquement à des productions de pièces de théâtre organisées par son école, mais ne poursuit pas dans ce domaine en raison du manque d'organismes de formation d’acteurs à Tétouan.
Elle bénéficie cependant d’une première opportunité en 2007 dans un film local, ce qui lui permet d'attirer l'attention en tant que comédienne.
Farah Al-Fassi est finalement choisie pour jouer dans le film Le temps des camarades diffusé en 2008, qui raconte l'histoire du mouvement étudiant de gauche dans les années 1990. Ce film lui permet d’être remarquée et plusieurs réalisateurs la sollicitent ensuite. Elle continue un temps ses études, devient bachelière en 2012, et commence des études à l'Institut National des Beaux arts de Tétouan.
Mais elle ne mène pas à terme ces études et s'investit dans son parcours d’actrice qui débute en jouant notamment dans des courts métrages,, tout en effectuant, initialement, de petits jobs. Elle renforce aussi sa notoriété en participant aussi à des tournages de séries, telles que Ahlam Nassim en compagnie du chanteur Saad Lamjarred,  The Wounded Heart  et la série pour le Ramadan  Ezz Al-Madina , sortie en 2018, ou encore  Assafha Al oula. Elle acquiert une notoriété suffisante pour se consacrer à temps plein à son activité artistique. Au cinéma, plusieurs réalisateurs commencent à appel à elle régulièrement pour des rôles principaux, tel Mohamed Ismaïl,,.
Le film de Mohamed Chrif Tribak, Petits bonheurs, diffusé en 2015, lui vaut le prix  du second rôle féminin au Festival national du film de Tanger, renforçant sa notoriété naissante comme comédienne. Elle reçoit plusieurs prix dans divers festivals, et décide également de reprendre des études, voulant s'inscrire à terme au premier cycle d'études cinématographiques de la faculté Abdelmalek Essaâdi de Tétouan.
Farah El Fassi se fait également connaître par l’histoire d’amour qu’elle a avec un acteur marocain, Omar Lotfi, qu’elle finit par épouser. Leur relation alimente les rubriques people dans les médias, au fil des ans, à partir du milieu des années 2010 : mariage, naissance d’un enfant, rumeur de rupture, ..etc,,.

## Filmographie

### Principaux films
- 2008 : Le temps des camarades, de Mohamed Chrif Tribak[9]
- 2011 : L'enfant cheikh de Hamid Bénani[10]
- 2014 : Coeur Noyé (Drowned heart) de Farid Lakkimi[11],[12]
- 2015 : Petits bonheurs de Mohamed Chrif Tribak[12]
- 2016 : Des… Espoirs [Ihbat] de Mohamed Ismaïl[13]
- 2020 : La Mora de Mohamed Ismaïl[14]